# Günther Hell
Günther Hell (* 30. August 1978 in Bozen) ist ein ehemaliger italienischer Eishockeytorwart, der zuletzt beim HC Bozen aus der Erste Bank Eishockey Liga unter Vertrag stand.

## Karriere
Günther Hell begann seine Karriere als Eishockeyspieler beim HC Bozen, für den er von 1997 bis 2007 insgesamt zehn Jahre lang in der Serie A1 aktiv war. In dieser Zeit gewann der Torhüter mit seiner Mannschaft 1998 und 2000 jeweils die nationale Meisterschaft, sowie 2003 und 2007 die Coppa Italia und 2004 die Supercoppa Italiana. Anschließend wechselte der Italiener zur Saison 2007/08 zu den Vienna Capitals aus der Österreichischen Eishockey-Liga, kehrte jedoch bereits nach nur zwei absolvierten Partien nach Italien zurück, wo er einen Vertrag beim HC Alleghe erhielt. In der Spielzeit 2008/09 war er als Tormanntrainer beim HC Eppan tätig. Nach dem verletzungsbedingten Ausfall beider Stammtorhüter wechselte Hell wieder aufs Eis. Im August 2010 unterzeichnete er einen einjährigen Vertrag beim HC Bozen aus der Serie A1, wo er der Back-up von Matt Zaba war.

### International
Für Italien nahm Hell im Juniorenbereich ausschließlich an der U20-Junioren-B-Weltmeisterschaft 1997 teil. Im Seniorenbereich stand er im Aufgebot seines Landes bei den B-Weltmeisterschaften 2003, 2004 und 2005 sowie bei den A-Weltmeisterschaften 2000, 2001, 2007 und 2008. Zudem vertrat er sein Land bei den Olympischen Winterspielen 2006 in Turin.

## Erfolge und Auszeichnungen
| - 1998 Italienischer Meister mit dem HC Bozen - 2000 Italienischer Meister mit dem HC Bozen - 2003 Sieger Coppa Italia mit dem HC Bozen - 2004 Sieger Supercoppa Italiana mit dem HC Bozen | - 2007 Sieger Coppa Italia mit dem HC Bozen - 2012 Italienischer Meister mit dem HC Bozen - 2014 EBEL-Sieger mit dem HC Bozen |

### International
- 2004 Niedrigster Gegentorschnitt der Weltmeisterschaft der Division I, Gruppe B
- 2005 Aufstieg in die Top-Division bei der Weltmeisterschaft der Division I